# Génos (Haute-Garonne)
Génos település Franciaországban, Haute-Garonne megyében. Lakosainak száma 73 fő (2022. január 1.). Génos Lourde, Malvezie, Mont-de-Galié, Saint-Pé-d’Ardet és Sauveterre-de-Comminges községekkel határos.

## Népesség
A település népességének változása:
| Lakosok száma | 53   | 93   | 84   | 90   | 82   | 78   | 70   | 68   | 71   | 73   |
|               | 1968 | 1982 | 1990 | 2006 | 2013 | 2015 | 2017 | 2019 | 2020 | 2022 |